# Phrynobatrachus francisci
Phrynobatrachus francisci es una especie  de anfibios de la familia Phrynobatrachidae.

## Distribución geográfica
Se encuentra en Burkina Faso, Costa de Marfil, Gambia, Ghana, Malí, Nigeria, Senegal y, posiblemente también, en Benín, Guinea, Guinea-Bissau, Mauritania, Níger, Sierra Leona y Togo.  

## Estado de conservación
Se encuentra amenazada por la pérdida de su hábitat natural.